# 相田重夫
相田重夫（あいだ しげお、1917年10月2日 - 生没不詳）は、ロシア・ソ連学者、東海大学名誉教授。

## 人物
1917年、当時中華民国であった重慶龍門で生まれる。しかし父の事業が田中義一の二十二ヵ条事件の排日運動で倒産し、日本に引き揚げ、渋谷に住む。旧制の東京府立一中に入学する。卒業後は南満州鉄道の内地採用（第1回）に合格して入社する。3年後、満鉄給費生としてハルピン学院で3年間でロシア語、ロシア文学を学ぶ。卒業後は満鉄調査部へ入ることを勧められたが、鉄道勤務を希望。吉林列車区で、運転手、車掌、安東駅構内助役まで体験。最後はチチハル鉄道局総務部勤務。1945年に終戦を迎え、局長からロシア語の通訳として行くよう命令される。
いわゆるシベリアに抑留される。最初はハイラルに日本軍人（自動車部隊）と満鉄社員約100名が集められ、その後ブハリト収容所に移動させられる。秋ごろバイカル湖近くのザバイカリエ地方チタ州カラダ村に日本軍人らと共に移動し、そこで木の伐採に従事した。帰国前にはフィーセンカ村に移動した。シベリアで3年間抑留されたのち、1959年に帰国。
帰国後、東京都総務課統計課に就職。そして1960年には東京大学文学部へ入学し、山中謙次、村川堅太郎の下で西洋史を専攻した（指導教官は助教授の林健太郎）。1953年に卒業。卒業後は横浜市立大学講師、東海大学文学部教授を務めた。1983年、東海大学を定年退任すると同時に名誉教授。

## 著書
- 『シベリア流刑史 苦悩する革命家の群像』中公新書、1966年(復刊・いずみ橋書房、2009年)
- 『人間の世界歴史』12 帝政ロシアの光と影 三省堂 1983年
- 『世界歴史講座』6　民主主義科学者歴史部会編、三一書房、1954年(所収の一部)
- 『現代世界の政治家』11所収「20世紀を動かした人々」　江口朴郎責任編集、講談社、1963年
- 『ロシア革命の研究」江口朴郎編、中央公論社、1968年(所収の一部)
- 『日本と世界の歴史』20 20世紀、学習研究社、1971年
- 『コンサイス人名辞典』外国編、三省堂編修所編、三省堂、1976年
- 『岩波西洋人名辞典』岩波書店、1981年
- 『世界の歴史』7 文芸復興の時代(現代教養文庫)、赤井彰・山上正太郎共著、社会思想社 1974年

## 翻訳
- 『第二次世界大戦』加藤九祚共編訳、青木文庫、1955年
- 『日本現代史』エイドゥス著・米川哲夫共訳、大月書店、1956年
- 『極東国際政治史』 ソヴィエット同盟科学アカデミー東洋学研究所、田中陽児・米川哲夫共訳、平凡社、1957年
- 『世界史』15-16 近代 ソビエト科学アカデミー、商工出版社、1960年
- 『世界史』20 ソビエト科学アカデミー、東京図書、1962年
- 『世界史』26-31 現代 ソビエト科学アカデミー 東京図書 1964-66
- 『マルクス主義の戯画と「帝国主義的経済主義」について』 レーニン (世界の名著52)、中央公論社、1966年